# Pałac w Schwetzingen
Pałac w Schwetzingen – zabytkowy pałac w Schwetzingen (Badenia-Wirtembergia).
Pałac został zniszczony w 1690 podczas wojny o sukcesję w Palatynacie. Elektor Jan Wilhelm Wittelsbach (1658-1716), żonaty z Anną Medycejską, w 1699 zainicjował rozbudowę obiektu do trójskrzydłowego kompleksu z dziedzińcem. Elektor Karol III Filip Wittelsbach (1661-1742) w pierwszej połowie XVIII w. zlecił zaprojektowanie ogrodu pałacowego. Jego następca, Karol IV Teodor (1724-1799), stworzył fascynujące dzieło sztuki architektonicznej, które zachowało się do obecnych czasów

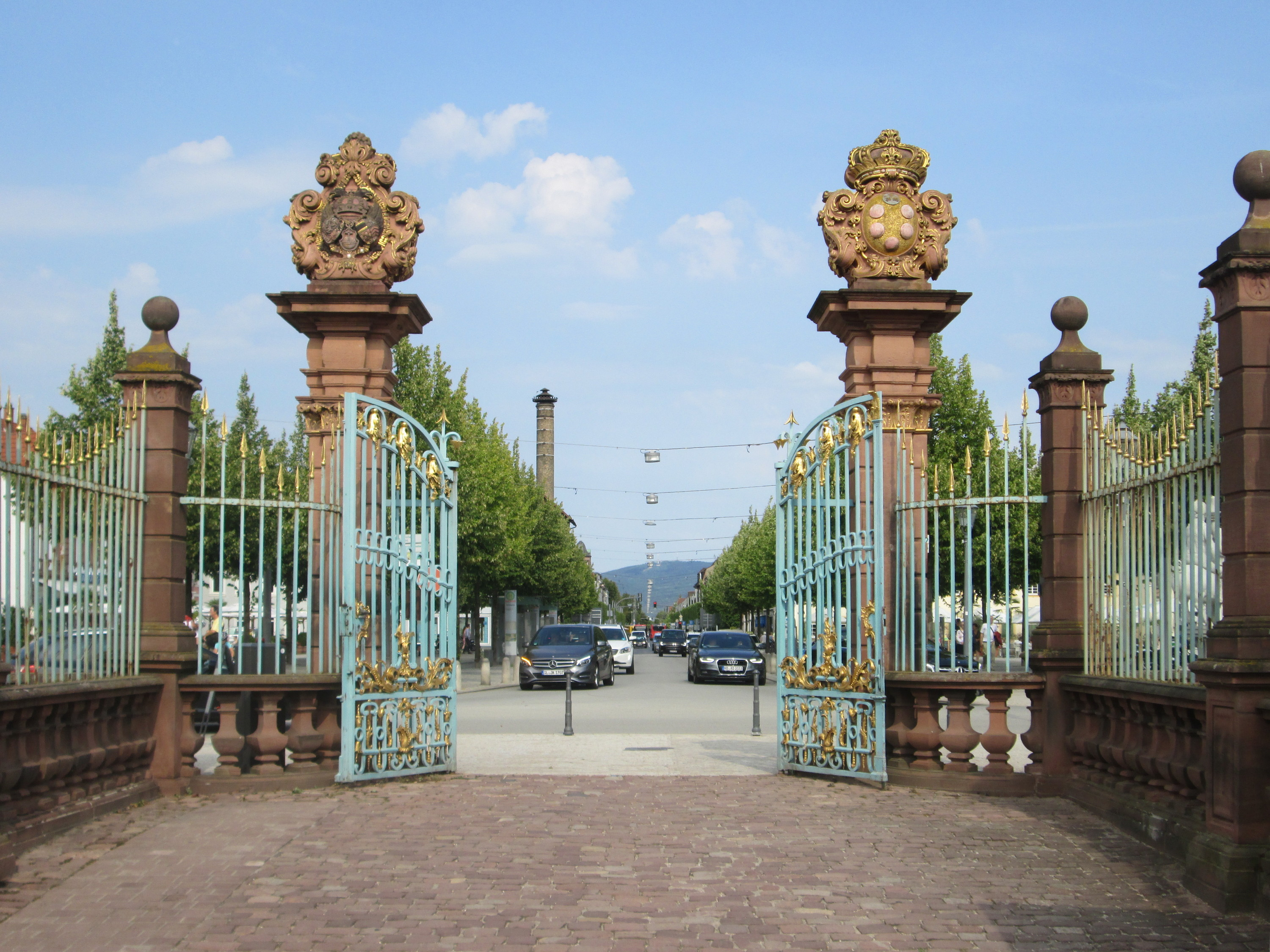
Brama z herbami
Herb palatyna Fryderyka II (odmiana)
Herb  Palatynatu Reńskiego (L)
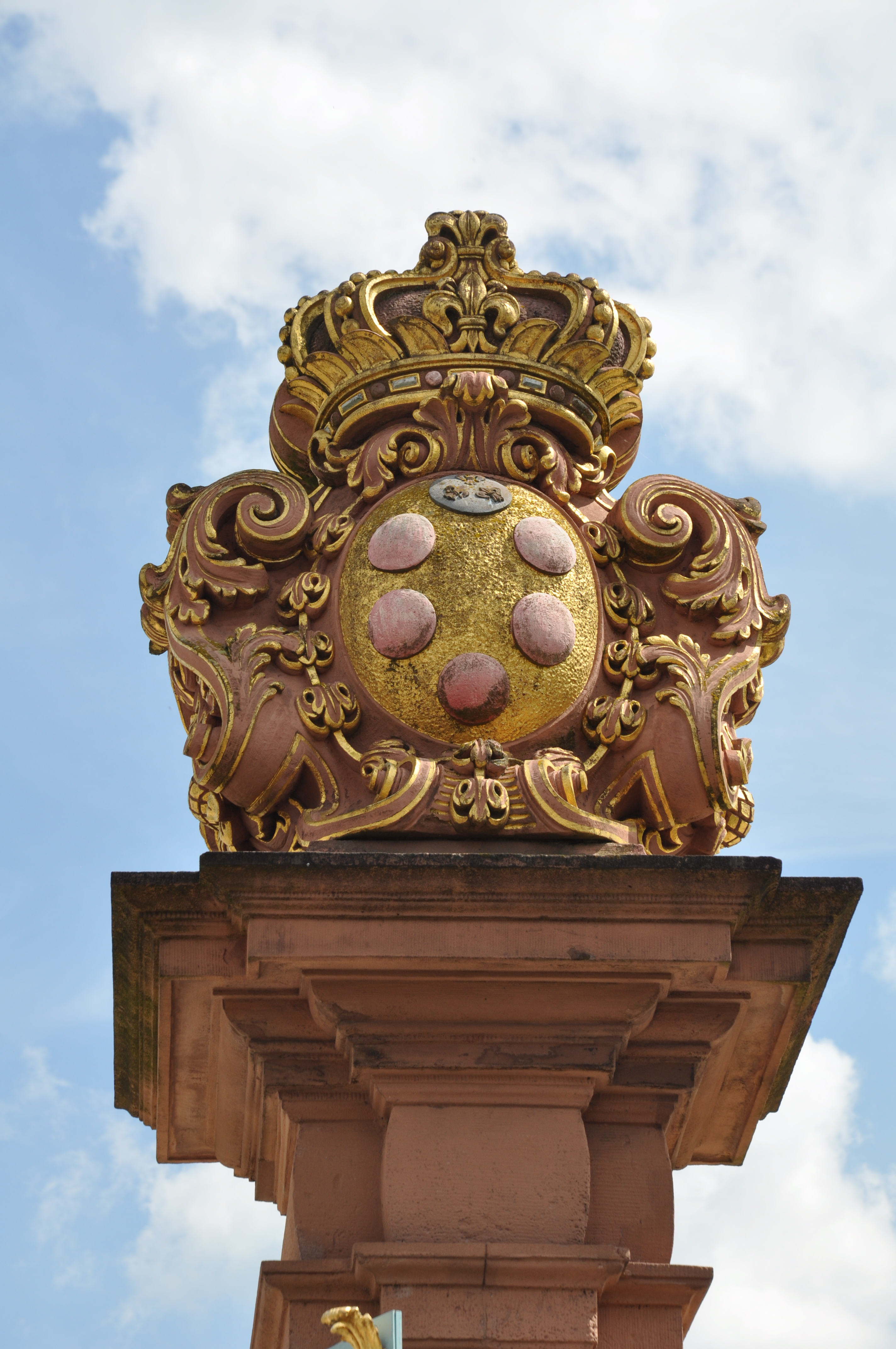
Herb Anny Medycejskiej
Herb Anny Medycejskiej[3]